# Ptychotis sardoa
Ptychotis sardoa är en flockblommig växtart som beskrevs av Sandro Alessandro Pignatti och Metlesics. Ptychotis sardoa ingår i släktet Ptychotis och familjen flockblommiga växter. Inga underarter finns listade i Catalogue of Life.